# Céline van Balen
Céline Marie (Céline) van Balen (Amsterdam, 18 augustus 1965 – aldaar, 1 april 2023) was een Nederlands fotograaf, bekend om haar indringende portretten van mensen in de marge van de samenleving.

## Levensloop
Van Balen studeerde aan de Gerrit Rietveld Academie in Amsterdam, waar ze zich specialiseerde in fotografie. Ze begon haar carrière in de eerste helft van de jaren negentig, toen ze krakers en zwervers ging portretteren.
Een van haar meest opmerkelijke projecten was het fotograferen van de bewoners van de Nieuwmarkt in Amsterdam, waarbij ze de diversiteit en dynamiek van de buurt vastlegde. Haar werk is tentoongesteld in verschillende musea en galerieën, waaronder het Frans Hals Museum in Haarlem. In 2002 publiceerde Van Balen een boek met een voorwoord van schrijver Remco Campert, dat haar vermogen om intieme portretten te maken benadrukte. Haar werk werd opgenomen in grote collecties in binnen- en buitenland, waaronder het Fries Museum, het Stedelijk Museum Amsterdam, het Fotomuseum Den Haag en het MoMA in San Francisco.
In 2004 stopte Van Balen met fotograferen en keerde zich volledig van de kunstwereld af. Ze overleed in 2023. Haar oeuvre is overgedragen aan het Nederlands Fotomuseum in Rotterdam.
- Gemeinsame Normdatei: 122844947
- International Standard Name Identifier: 0000 0000 4398 6675
- Library of Congress Control Number: no2002098250
- Nationale Bibliotheek van Israël: 987007378864505171
- Nederlandse Thesaurus van Auteursnamen: 18636735X
- PIC: 319528
- RKD-Nederlands Instituut voor Kunstgeschiedenis: 90713
- Système universitaire de documentation: 187190445
- Union List of Artist Names: 500329935
- Virtual International Authority File: 47654158
- WorldCat: E39PBJwMCh4hFVcmJdyMjmmcfq